# Michael Tawiah
Michael Tawiah (* 1. Dezember 1990 in Accra, Ghana) ist ein ghanaischer Fußballspieler, der momentan bei FC Tschernomorez Burgas in Bulgarien spielt. Seine Position ist das defensive Mittelfeld.

## Karriere
Tawiah startete seine Karriere bei Amba F.C., wo er 2007/08 auch im Profibereich eingesetzt wurde. 2008 wechselte der Mittelfeldspieler dann nach Bulgarien zu Lokomotive Mesdra. Im Januar 2010 wechselte Michael Tawiah dann für eine Ablösesumme von 30.000 Euro zu Lewski Sofia. In der Sommerpause löste er sein Vertrag mit Lewski auf und wechselte ablösefrei zum FC Tschernomorez Burgas, wo er sich nicht durchsetzen konnte und in der Winterpause vereinslos wurde.